# Grudziądz
Grudziądz (tysk: Graudenz) er en by i voivodskabet Kujavien-Pommern i Polen ved floden Wisła, med 97.676(2013) indbyggere.
Byen er berømt for sin middelalderlige bymur, Grudziądz kornlager, blev opført fra 1346-1351, og den er erklæret et nationalhistorisk monument.

## Sport
De mest populære sportsklubber i byen er GKM Grudziądz (speedway) og Olimpia Grudziądz (fodbold).

## Galleri
- Gamle bydel
- Rådhus
- Middelalderlige bymure
- Sankt Nikolaj Kirke (gotisk)
- Tidligere benediktinerkloster
- Klimek tårn
- Spichrzowa Gade
- Hovedpost